# Cordylus angolensis
Cordylus angolensis là một loài thằn lằn trong họ Cordylidae. Loài này được Bocage mô tả khoa học đầu tiên năm 1895.